# Khartum-Resolution

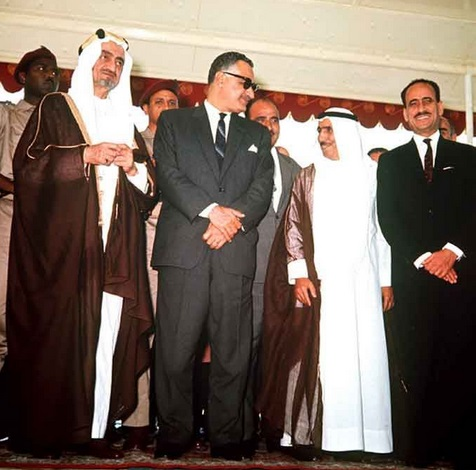
Teilnehmer der Gipfelkonferenz von Khartum, v. l. n. r. König Faisal von Saudi-Arabien, Gamal Abdel Nasser (Ägypten), Abdullah as-Sallal (Jemen), Scheich Sabah III. von Kuwait, Abd ar-Rahman Arif (Irak)

Die Khartum-Resolution vom 1. September 1967 wurde zum Abschluss der 4. Gipfelkonferenz der Arabischen Liga (LAS) verabschiedet, die vor dem Hintergrund der arabischen Niederlage im Sechstagekrieg in der sudanesischen Hauptstadt Khartum stattfand. Sie bestimmte die Basis der Außenpolitik der Teilnehmerstaaten bis zum Jom-Kippur-Krieg im Jahre 1973.
Mit dieser Resolution beschlossen die unterzeichnenden Staaten:
- den fortgesetzten Kampf gegen Israel
- das Ende des arabischen Öl-Boykotts, der während des Sechstagekriegs bestand
- ein Ende des Kriegs im Jemen
- wirtschaftliche Unterstützungen für Ägypten und Jordanien
- das unbedingte Bestehen auf dem Anspruch des palästinensischen Volkes auf sein eigenes Land.

Die Resolution enthält in ihrem dritten Absatz Bestimmungen, die als die „drei Neins“ beziehungsweise die „Three No’s“ bekannt wurden:
1. NO peace with Israel – Kein Frieden mit Israel
2. NO recognition of Israel – Keine Anerkennung Israels
3. NO negotiations with Israel – Keine Verhandlungen mit Israel

Die Resolution wurde von den auf der Konferenz anwesenden Staatschefs von acht arabischen Staaten einstimmig verabschiedet: Ägypten, Irak, Jemen, Jordanien, Kuwait, Libanon, Saudi-Arabien und Sudan. Die Staatschefs von Algerien, Libyen und Syrien nahmen an der Konferenz nicht teil, ließen sich aber durch ihre Außenminister vertreten, die der Resolution ebenfalls zustimmten. Marokko und Tunesien waren zwar Mitglieder der Arabischen Liga, nahmen aber nicht an der Konferenz teil.

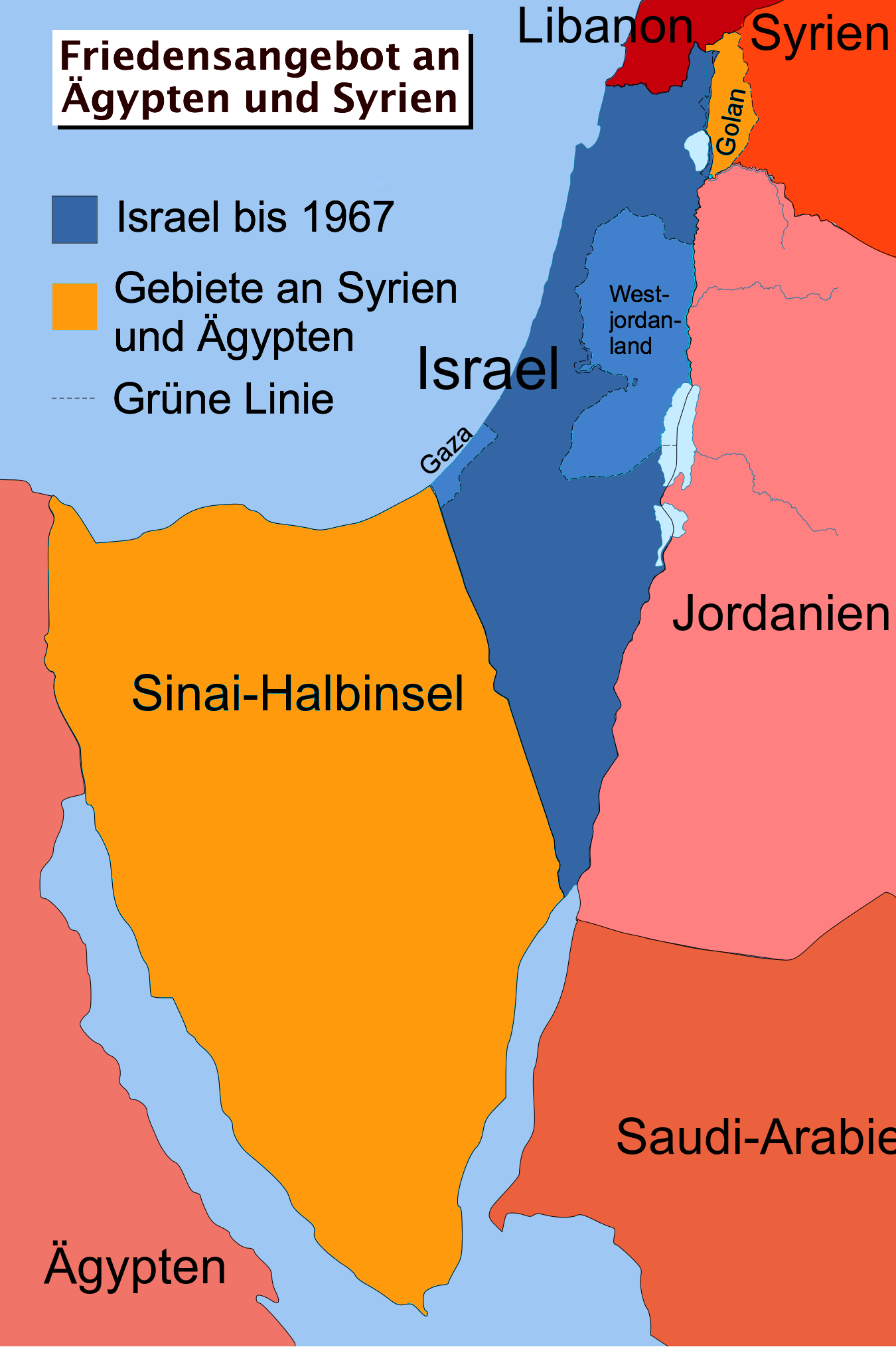
Israels Friedensangebot an Ägypten und Syrien neun Tage nach dem Sechstagekrieg

Die Resolution war eine Reaktion auf die von Israel verfolgte „Land für Frieden“-Politik: Israel hatte sich zur Rückgabe der im Sechstagekrieg eroberten Golanhöhen und des Sinai an Syrien und Ägypten nur unter der Bedingung bereiterklärt, dass beide Staaten die Existenz Israels anerkennen und Friedensabkommen mit Israel schließen. Dies wurde bis zum Jom-Kippur-Krieg von allen arabischen Staaten kategorisch abgelehnt. Bis heute (2023) haben 15 der inzwischen 22 Mitgliedsstaaten der Arabischen Liga den Staat Israel nicht anerkannt oder ihre Anerkennung zurückgezogen. Von den Signatarstaaten der Khartum-Resolution haben nur Ägypten (1979) und Jordanien (1994) die Existenz Israels anerkannt und Friedensverträge mit Israel geschlossen.
Die Arabische Friedensinitiative, welche von der Arabischen Liga im März 2002 verabschiedet wurde, gilt als eine Abkehr von dieser Resolution. Die Initiative beinhaltet das Angebot, dass, sollte sich Israel auf die Grenzen von 1967 zurückziehen und einen unabhängigen palästinensischen Staat mit Ost-Jerusalem als Hauptstadt anerkennen, die arabischen Staaten zur „Normalisierung“ ihrer Beziehungen mit Israel bereit seien.
Die Initiative zum Frieden wurde im März 2002 von der Arabischen Liga auf Betreiben des saudischen Königs Abdullah ibn Abd al-Aziz vorgeschlagen und im Juni 2002 von allen 57 Mitgliedern der Organisation für Islamische Zusammenarbeit, einschließlich des Iran, angenommen.
Auf israelischer Seite stieß diese Initiative auf Ablehnung von der politischen Führung. Der damalige Vize-Ministerpräsident Schimon Peres meinte, es bräuchte weitere Verhandlungen um die Differenzen zu überwinden. Mit einem Diktat könnten weder die Palästinenser, noch die Araber, noch die Israelis eine Lösung erreichen.